# Сан-Андрес-де-Куэркия
Сан-Андрес-де-Куэркия (исп. San Andrés de Cuerquia) — город и муниципалитет на севере Колумбии, на территории департамента Антьокия. Входит в состав субрегиона Северная Антьокия.

## История
До прихода испанцев территорию муниципалитета населяли представители индейского племени es:Nutabes.
Поселение из которого позднее вырос город было основано в 1761 году. Муниципалитет Сан-Андрес-де-Куэркия был выделен в отдельную административную единицу в 1856 году.

## Географическое положение

Муниципалитет Сан-Андрес-де-Куэркия

Город расположен в северной части департамента, в гористой местности Центральной Кордильеры, на расстоянии приблизительно 68 километров к северо-северо-западу (NNW) от Медельина, административного центра департамента. Абсолютная высота — 2191 метр над уровнем моря.

Муниципалитет Сан-Андрес-де-Куэркия граничит на северо-западе с муниципалитетом Толедо, на северо-востоке и востоке — с муниципалитетом Ярумаль, на юге — с муниципалитетами Санта-Роса-де-Осос, Сан-Хосе-де-ла-Монтанья и Либорина, на западе — с муниципалитетом Сабаналарга. Площадь муниципалитета составляет 177 км².

## Население
По данным Национального административного департамента статистики Колумбии, совокупная численность населения города и муниципалитета в 2012 году составляла 6556 человек.
Динамика численности населения муниципалитета по годам:
| 2005 | 2006 | 2007 | 2008 | 2009 | 2010 | 2011 | 2012 |
| ---- | ---- | ---- | ---- | ---- | ---- | ---- | ---- |
| 7367 | 7233 | 7118 | 6999 | 6892 | 6782 | 6667 | 6556 |

Согласно данным переписи 2005 года мужчины составляли 51 % от населения Сан-Андрес-де-Куэркии, женщины — соответственно 49 %. В расовом отношении белые и метисы составляли 94,8 % от населения города; негры, мулаты и райсальцы — 5,1 %, индейцы — 0,1 %.
Уровень грамотности среди населения старше 15 лет составлял 88,6 %.

## Экономика
Основу экономики Сан-Андрес-де-Куэркии составляет сельскохозяйственное производство.

61,3 % от общего числа городских и муниципальных предприятий составляют предприятия торговой сферы, 28 % — предприятия сферы обслуживания, 5,3 % — промышленные предприятия, 5,4 % — предприятия иных отраслей экономики.